# Carlo II di Borbone
Carlo II di Borbone (Château de Moulins, 1433 – Lione, 13 settembre 1488) è stato un cardinale e arcivescovo cattolico francese, fu arcivescovo di Lione, dal 1472, Cardinale presbitero dei Santi Silvestro e Martino ai Monti dal 1477 e duca di Borbone e il quarto duca d'Alvernia, fu Conte di Clermont e conte di Forez, per circa sei mesi nel 1488.

## Origine
Sia secondo lo storico e genealogista francese, Pierre de Guibours, detto Père Anselme de Sainte-Marie o più brevemente Père Anselme, nel suoHistoire généalogique et chronologique de la maison royale de France, che secondo lo scrittore e uomo politico, originario del borbonese, Simon de Coiffier de Moret, nel suo Histoire du Bourbonnais et des Bourbons qui l'ont possédé, Volume 1, Carlo era il figlio maschio terzogenito del quinto duca di Borbone, il quarto duca d'Alvernia, Conte di Clermont e conte di Forez, Carlo I e della moglie, Agnese di Borgogna, che, ancora secondo Père Anselme, era figlia del conte di Nevers, Duca di Borgogna, conte di Borgogna (Franca Contea), Artois e Fiandre, Giovanni senza Paura e della moglie, Margherita, figlia del duca di Baviera-Straubing Alberto I, conte di Hainaut e di Olanda e di Margherita di Brieg.
Carlo I di Borbone, sia secondo Père Anselme, che secondo Simon de Coiffier de Moret, era il figlio primogenito del quarto Duca di Borbone, Conte di Clermont e conte di Forez, Giovanni I e della moglie, la duchessa d'Alvernia e contessa di Montpensier, Maria di Berry, che, sempre secondo Père Anselme era la figlia quartogenita del duca di Berry e d'Alvernia e conte di Poitiers e Montpensier, Giovanni di Francia (1340 † 1416) e della prima moglie Giovanna d'Armagnac (24 giugno 1346-1387).

## Biografia

### Infanzia e gioventù
Secondo Père Anselme, Carlo era nato nel 1434 circa ed era stato avviato ad una vita ecclesiastica, era canonico e consigliere dell'arcidiocesi di Lione, e, nel 1446, divenne arcivescovo di Lione, come risulta da alcuni documenti; fu sotto tutela per diversi anni.
Carlo era già arcivescovo, quando suo padre, Carlo I, morì il 4 dicembre 1456 e fu tumulato nella chiesa del Priorato di Souvigny.
A Carlo I succedette suo fratello maggiore, Giovanni (1427-1488), come Giovanni II.
Carlo in quel periodo fu anche padrino del figlio di Luigi, erede del trono di Francia.
Carlo però seguì il fratello, Giovanni II quando si unì alla Lega del bene pubblico e quando il re di Francia Luigi XI, invase i feudi del fratello, ritenendolo capo della rivolta, Carlo si trovò a combattere a fianco del fratello, comandando le truppe alla difesa di Moulins.
Dopo essersi riappacificato con Luigi XI, Carlo cercò di mettere pace tra il re ed il duca di Borgogna, Carlo il Temerario, di cui era cugino primo, mentre era cognato di Anna di Beaujeu, figlia di Luigi XI.
Carlo fece da intermediario anche tra Luigi XI ed il duca di Bretagna, Francesco II.

### Carriera ecclesiastica
Oltre che essere arcivescovo di Lione, non più sotto tutela, negli ultimi anni del regno del re di Francia, Carlo VII, Carlo era diventato abate dell'abbazia di Vedasto di Arras e della chiesa di saint-Austremoine a Issoire; divenne poi priore della chiesa di Souvigny e abate commendatario dell'Ordine di Grandmont.
Carlo era cugino del re di Francia Luigi XI, e quest'ultimo manovrò per far nominare Carlo di Borbone legato pontificio ad Avignone. Il papa Paolo II rifiutò, ma il suo successore Sisto IV lo confermò arcivescovo di Lione, e il 2 aprile 1472 la promessa di una berretta cardinalizia, ma non il titolo di legato, che Carlo in pratica esercitava dal 1465.
Ma, il 21 febbraio 1476, la sua posizione venne assegnata a Giuliano Della Rovere, futuro papa Giulio II e nipote di Sisto IV, compensata dalla nomina di Amministratore apostolico di Clermont e poi della nomina a cardinale 
, il 18 dicembre 1476.

### Duca di Borbone e morte
Suo fratello, Giovanni II, che dal 1483 era anche connestabile di Francia, morì il primo aprile 1488, a Moulins, e fu tumulato nella chiesa del Priorato di Souvigny.
Non avendo Giovanni II discendenza legittima, ed essendo già morto il fratello maschio secondogenito, Filippo, a Giovanni II succedette Carlo, cardinale e arcivescovo di Lione.
Questa successione non fu gradita dalla cognata, Anna di Beaujeu, reggente del regno di Francia, che occupò alcuni territori e fece pressione affinché Carlo cedesse i titoli a Pietro, fratello di Carlo e marito di Anna; fu raggiunta l'intesa che a Carlo spettava una pensione annua e che tenesse il Beaujolais e Pietro gli succedesse nei titoli come Pietro II.
La trattativa era appena conclusa che Carlo II di Borbone morì a Lione, in Francia, il 13 settembre 1488. Come concordato gli succedette il fratello Pietro, come Pietro II.

## Figli
Da un'amante, Gabriella Bartine, ebbe una figlia:
- Isabella, che fu legittimata dal re di Francia nel 1491 e che sposò Gilberto di Chantelot, signore di La Chaise (Monétay-sur-Allier)[1].

## Genealogia episcopale
La genealogia episcopale è:
- Arcivescovo Jean Coeur
- Cardinale Carlo II di Borbone

## Ascendenza
|                       |                        |                              | Genitori                      |  |  | Nonni |  |  | Bisnonni            |  |  | Trisnonni           |  |
|                       |                        |                              |                               |  |  |       |  |  | Luigi II di Borbone |  |  | Pietro I di Borbone |  |
|                       |                        |                              |                               |  |  |       |  |  | Luigi II di Borbone |  |  | Pietro I di Borbone |  |
|                       |                        | Isabella di Valois           |                               |  |  |       |  |  | Luigi II di Borbone |  |  |                     |  |
| Giovanni I di Borbone |                        |                              |                               |  |  |       |  |  | Luigi II di Borbone |  |  |                     |  |
|                       |                        | Anna di Forez                | Beraldo II delfino d'Alvernia |  |  |       |  |  |                     |  |  |                     |  |
|                       |                        | Anna di Forez                | Beraldo II delfino d'Alvernia |  |  |       |  |  |                     |  |  |                     |  |
|                       |                        | Anna di Forez                | Giovanna di Forez             |  |  |       |  |  |                     |  |  |                     |  |
| Carlo I di Borbone    |                        | Anna di Forez                |                               |  |  |       |  |  |                     |  |  |                     |  |
|                       |                        | Giovanni di Valois           | Giovanni II di Francia        |  |  |       |  |  |                     |  |  |                     |  |
|                       |                        | Giovanni di Valois           | Giovanni II di Francia        |  |  |       |  |  |                     |  |  |                     |  |
|                       |                        | Giovanni di Valois           | Bona di Lussemburgo           |  |  |       |  |  |                     |  |  |                     |  |
| Maria di Berry        |                        | Giovanni di Valois           |                               |  |  |       |  |  |                     |  |  |                     |  |
|                       |                        | Giovanna d'Armagnac          | Giovanni I d'Armagnac         |  |  |       |  |  |                     |  |  |                     |  |
|                       |                        | Giovanna d'Armagnac          | Giovanni I d'Armagnac         |  |  |       |  |  |                     |  |  |                     |  |
|                       |                        | Giovanna d'Armagnac          | Beatrice di Clermont          |  |  |       |  |  |                     |  |  |                     |  |
| Carlo II di Borbone   |                        | Giovanna d'Armagnac          |                               |  |  |       |  |  |                     |  |  |                     |  |
|                       | Filippo II di Borgogna | Giovanni II di Francia       |                               |  |  |       |  |  |                     |  |  |                     |  |
|                       | Filippo II di Borgogna | Giovanni II di Francia       |                               |  |  |       |  |  |                     |  |  |                     |  |
|                       | Filippo II di Borgogna | Bona di Lussemburgo          |                               |  |  |       |  |  |                     |  |  |                     |  |
| Giovanni di Borgogna  | Filippo II di Borgogna |                              |                               |  |  |       |  |  |                     |  |  |                     |  |
|                       |                        | Margherita III delle Fiandre | Luigi II di Fiandra           |  |  |       |  |  |                     |  |  |                     |  |
|                       |                        | Margherita III delle Fiandre | Luigi II di Fiandra           |  |  |       |  |  |                     |  |  |                     |  |
|                       |                        | Margherita III delle Fiandre | Margherita di Brabante        |  |  |       |  |  |                     |  |  |                     |  |
| Agnese di Borgogna    |                        | Margherita III delle Fiandre |                               |  |  |       |  |  |                     |  |  |                     |  |
|                       |                        | Alberto I di Baviera         | Ludovico il Bavaro            |  |  |       |  |  |                     |  |  |                     |  |
|                       |                        | Alberto I di Baviera         | Ludovico il Bavaro            |  |  |       |  |  |                     |  |  |                     |  |
|                       |                        | Alberto I di Baviera         | Margherita II di Hainaut      |  |  |       |  |  |                     |  |  |                     |  |
| Margherita di Baviera |                        | Alberto I di Baviera         |                               |  |  |       |  |  |                     |  |  |                     |  |
|                       |                        | Margherita di Brieg          | Ludovico I il Giusto          |  |  |       |  |  |                     |  |  |                     |  |
|                       |                        | Margherita di Brieg          | Ludovico I il Giusto          |  |  |       |  |  |                     |  |  |                     |  |
|                       |                        | Margherita di Brieg          | Agnes di Głogów               |  |  |       |  |  |                     |  |  |                     |  |
|                       |                        | Margherita di Brieg          |                               |  |  |       |  |  |                     |  |  |                     |  |